# Le Nouvel Ordre écologique
 (juin 2016).
Si vous disposez d'ouvrages ou d'articles de référence ou si vous connaissez des sites web de qualité traitant du thème abordé ici, merci de compléter l'article en donnant les références utiles à sa vérifiabilité et en les liant à la section « Notes et références ».
Le Nouvel Ordre écologique, sous-titré L'arbre, l'animal et l'homme, est un essai de Luc Ferry, publié en 1992 aux Éditions Grasset. Il a reçu le prix Médicis essai la même année. L'auteur présente et critique certaines tendances philosophiques de la pensée écologiste moderne, en particulier l'antispécisme et l'écologie profonde. Il y voit un antihumanisme qu'il compare au romantisme et, sur certains aspects, à la politique écologique nazie. Il replace les débats sur l'écologie dans le cadre des débats sur la modernité et l'héritage des Lumières.
Dans cet ouvrage, Luc Ferry adopte un ton d'historien de la philosophie pour exposer les théories des grands penseurs sur les rapports entre l'homme et la nature. Il présente aussi des objections d'ordre philosophique à certaines théories contemporaines. Il utilise parfois un ton ironique qui contribue à donner un aspect de pamphlet à son ouvrage, dont la sortie a provoqué un débat public et médiatique au sujet des sources idéologiques de l'écologisme.

## Présentation du livre

### Les trois tendances philosophiques de l'écologisme
L'auteur rappelle dans un long avant-propos l'existence de procès intentés contre des animaux du XVe au  XVIIe siècle et rapporte l'argumentaire développé en 1972 par le professeur d'université américain Christopher D. Stone en faveur de la reconnaissance d'un statut juridique pour les arbres.
Luc Ferry, tout en notant que la France n'a pas produit les mêmes théoriciens de l'écologie que les pays anglo-saxons ou germaniques, définit trois tendances de la philosophie écologiste :
- le mouvement environnementaliste, de nature démocratique, vise la protection des intérêts bien compris de l'homme à travers la protection de la nature, qui n'a pas de valeur intrinsèque mais dont la destruction fait courir un danger à l'homme ;
- la seconde tendance, utilitariste, considère que la souffrance animale doit être prise en compte moralement, comme l'est la souffrance humaine. Dès lors les animaux deviennent des sujets de droit, ce qui est la justification utilisée par certains des mouvements de « libération animale » ;
- la troisième attribue des droits à la nature elle-même, y compris sous ses formes non animales. Ferry rattache à cette tendance le courant de l'écologie profonde ainsi que les idées des philosophes Hans Jonas et Michel Serres.

L'auteur s'oppose dans les deux grandes parties de l'ouvrage à la seconde et à la troisième tendances de la philosophie écologiste qu'il a identifiées.

### Question du droit des animaux
L'auteur rappelle l'analyse de Rousseau dans le Discours sur l'origine et les fondements de l'inégalité parmi les hommes : l'homme se différencie des animaux par sa liberté qui lui donne la capacité de progresser, aussi bien au cours de son existence individuelle (par l'éducation) que d'une génération à l'autre (par la politique). Il y oppose la vision romantique qui serait plus déterministe, rattachant l'homme à ses traditions culturelles, linguistiques et nationales.
Retraçant l'évolution du point de vue des philosophes sur les animaux depuis la vision d'un animal purement mécanique chez Descartes, Ferry voit la racine de la pensée antispéciste chez Jeremy Bentham, théoricien de l'utilitarisme : toute tentative de maximiser le plus grand bonheur pour le plus grand nombre doit inclure les animaux, si on peut démontrer que ceux-ci souffrent réellement. C'est la position développée et poussée dans toutes ses conséquences par le philosophe Peter Singer au XXe siècle : il dénonce sous le nom de « spécisme » l'attitude consistant à donner plus d'importance à la souffrance d'un homme qu'à celle d'un animal. Luc Ferry admet que la souffrance des animaux est probablement réelle, mais estime que Singer devrait d'abord démontrer que cette souffrance a une valeur éthique, face à la conception kantienne qui place la valeur éthique dans la liberté et la dignité des êtres doués de raison.
L'auteur aborde enfin le sujet de la corrida. Selon Alain Renaut, philosophe avec lequel Luc Ferry a coécrit plusieurs ouvrages, la corrida aurait une valeur esthétique en la soumission d'une force brute à une volonté libre. Ferry voit dans cette idée une conception de l'humanisme remontant à Descartes, selon laquelle la nature ne serait qu'un objet à « civiliser ». Il lui oppose un humanisme qu'il rattache à Kant : bien que les animaux n'aient pas de droits par eux-mêmes, nous ne devons les faire souffrir que lorsque c'est nécessaire. Le taureau, à cause de sa qualité d'être vivant, n'est pas une simple chose.

### Écologie profonde
L'auteur considère les thèses de l'écologie profonde en présentant des idées d'Aldo Leopold, d'Arne Næss, de John Baird Callicott et d'autres auteurs. Il y voit une opposition radicale à l'Occident, de nature révolutionnaire et non réformiste, doublées d'un antihumanisme prononcé. Il rattache à ces courants les idées exposées par Michel Serres dans son ouvrage Le Contrat naturel, dont il critique la notion même en raison de l'impossibilité pour l'homme de passer physiquement un contrat avec la nature.
Il examine aussi les idées d'Hans Jonas, largement diffusées en 1979 dans Le Principe responsabilité, en dénonçant la tentation de Jonas pour l'utilisation de méthodes fortes telles que celles du régime stalinien.
Ferry voit dans l'écologie profonde un mélange d'idées « brunes » et « rouges », de l'amour du terroir et la nostalgie d'une pureté perdue à la critique du capitalisme et au soutien de l'autogestion. Le point central de ces idées serait pour lui une « haine de la modernité » et du temps présent. Il conclut en affirmant que l'écologie profonde « plonge certaines de ses racines dans le nazisme et pousse ses branches jusque dans les sphères les plus extrêmes du gauchisme culturel. »

### Écologie nazie
L'auteur présente la législation écologiste mise en œuvre par le régime nazi en Allemagne à partir de novembre 1933. Il s'attache aussi aux théories de Walther Schoenichen (de), biologiste et théoricien nazi de l'environnement. Selon Ferry, les nazis reprennent un thème central du sentimentalisme romantique, la nécessité de protéger la nature vierge et non touchée par l'homme, qu'il rapproche des thèmes développés par l'écologie profonde. À l'opposé, le classicisme, à la suite de Descartes, considère que l'homme doit, par la culture, se dégager de la nature, comme dans les jardins à la française qui organisent et civilisent la nature.
Luc Ferry, à partir des écrits de Schoenichen, voit dans les théories nazies une volonté de préserver non seulement la nature, mais aussi, comme chez les tiers-mondistes, les peuples du monde dans leur authenticité, contre le colonialisme qui les asservit cruellement. Il rapproche des écrits de Schoenichen l'importance que donnent certains écologistes, dont Antoine Waechter, au rattachement d'un être humain à une communauté et à son enracinement dans un territoire.

### Conclusions
L'auteur aborde aussi le sujet de l'écoféminisme, qui, en insistant sur les différences entre les hommes et les femmes, tendrait selon lui à enfermer celles-ci dans un déterminisme naturel et à nier leur liberté.
Il aborde des considérations d'ordre plus politique en contestant le recours à la révolution comme unique moyen de faire évoluer la société. Il lui préfère un réformisme agissant dans le cadre démocratique laïc. Il considère aussi que, en Europe, l'État-nation demeure un cadre d'intervention adéquat en coordination avec les niveaux communautaire et régional.
L'auteur conclut en définissant trois conceptions philosophiques de la culture :
- la vision utilitariste considère les œuvres comme des produits de consommation ;
- le romantisme insiste sur le rôle du génie d'un peuple dans toute œuvre produite par un auteur ;
- une troisième conception voit au contraire dans une œuvre ce par quoi elle se détache des formes et des codes reçus du passé ou du contexte national.

## Réactions
La charge de Ferry, particulièrement virulente et inattendue, a beaucoup fait réagir dans les milieux de la philosophie environnementale. 
En 2014, le philosophe de l'écologie Fabrice Flipo posait la question suivante : « La deep ecology de Naess est-elle cet intégrisme menaçant à propos duquel Ferry nous mettait en garde, voici près de 20 ans ? » Il soutient que Luc Ferry s'est exprimé sur l'écologie profonde par a priori et préjugé, sans en connaître la teneur. Sa conclusion est que les risques d’intégrisme écologique pointés par Ferry peuvent exister mais qu’ils ne sont portés ni par Naess, ni par la deep ecology.
En 2017, l'ouvrage est décrit par le philosophe Serge Audier comme représentant « d'un certain nombre d'intellectuels dits "médiatiques" de faible envergure philosophique, qui ont de longue date fait commerce de l'anti-écologisme radical ».